# Leopold Leonhard von Thun und Hohenstein

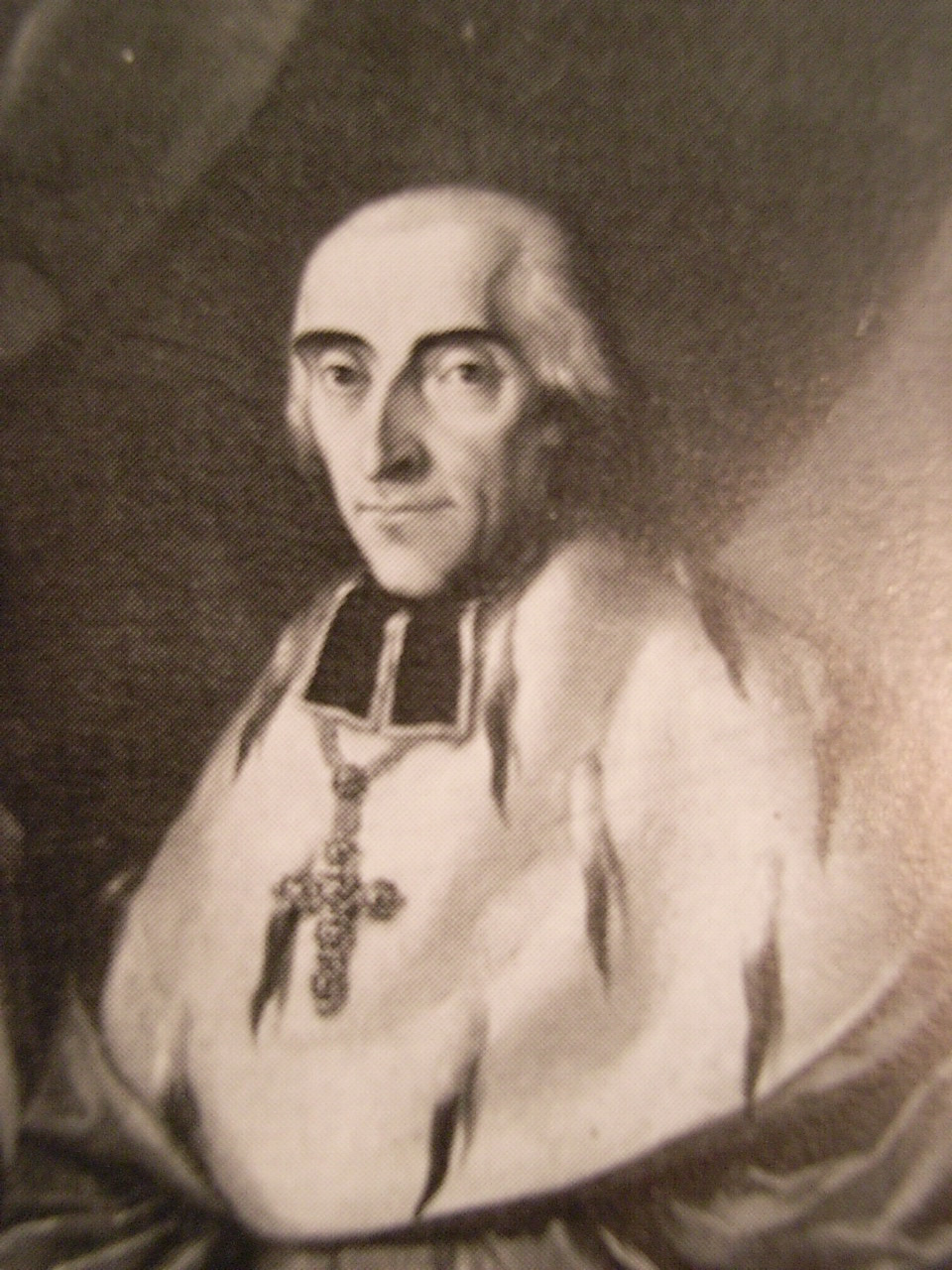
Leopold Leonhard Raymund
Graf von Thun und Hohenstein

Leopold Leonhard Raymund Graf von Thun und Hohenstein (* 17. April 1748 in Tetschen; † 22. Oktober 1826 auf Schloss Cibulka bei Körbern, heute Prag-Košíře) war der 73. Bischof von Passau und der letzte Fürstbischof von Passau.

## Leben
Leopold Leonhard war das jüngste von zwölf Kindern aus der ersten Ehe von Johann Joseph Graf von Thun und Hohenstein mit Maria Christiana Gräfin von Hohenzollern und Hechingen. Er kam auf Schloss Tetschen zur Welt.
Thun war seit 1768 Kanoniker in Passau und empfing am 10. September 1771 in Leitmeritz die Priesterweihe. 1787 wurde er Domkapitular in Passau, 1795 erfolgte seine Ernennung zum Dompropst und am 29. Mai 1796 zum Weihbischof und Generalvikar.
Nach dem Tode seines Vetters, des Fürstbischofs Thomas Johann Graf von Thun und Hohenstein wurde er am 13. Dezember 1796 vom Domkapitel zu dessen Nachfolger gewählt. Die päpstliche Bestätigung folgte am 24. Juli 1797. Am 27. August 1797 erhielt er die Bischofsweihe durch den Seckauer Fürstbischof Joseph Adam Graf von Arco im Passauer Dom.
Nachdem das Hochstift Passau, der weltliche Herrschaftsbereich des Bistums, durch den Reichsdeputationshauptschluss vom 25. Februar 1803 aufgehoben und zwischen dem Kurfürstentum Salzburg und dem Kurfürstentum Bayern aufgeteilt worden war, verließ Thun im Juni 1803 im Streit mit dem bayerischen Minister Montgelas Passau und kehrte nicht mehr zurück.
Er weigerte sich, die eingetretenen Veränderungen anzuerkennen. Thun übertrug die Geschäftsvollmachten seinem Generalvikar Graf Auersperg und dem Geistlichen Rat, die bischöflichen Funktionen seinem Weihbischof Karl Kajetan von Gaisruck. 1804 ließ er sich von seiner Residenzpflicht dispensieren. Da Generalvikar Auersperg Passau 1806 ebenfalls verließ, traten verworrene Verwaltungsverhältnisse ein.

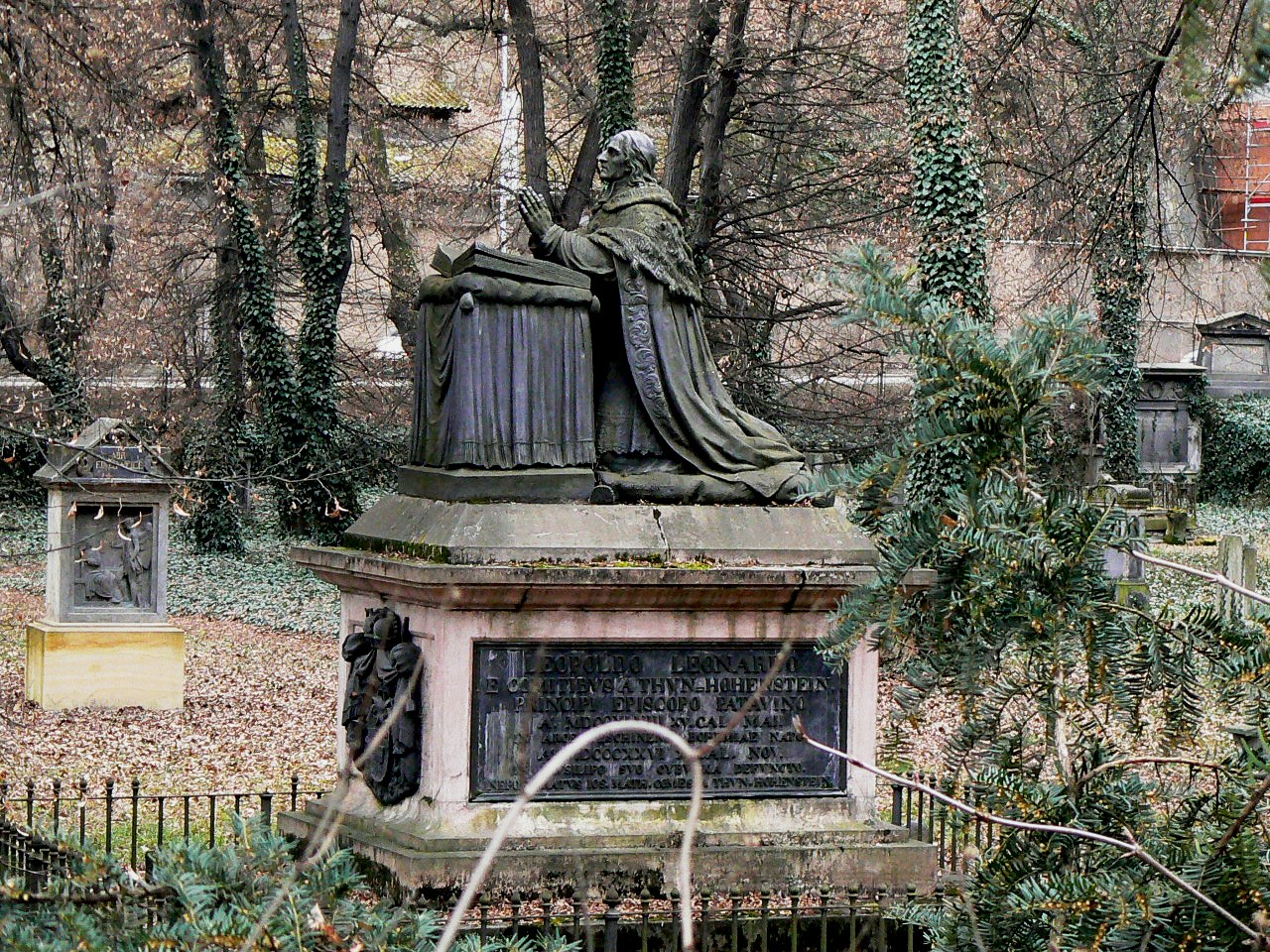
Grabmal Leopold Leonhards auf dem Malostranský Friedhof in Prag-Smíchov. Errichtet von Václav Prachner.

Leopold Leonhard Graf von Thun und Hohenstein lebte bis zu seinem Tode auf seinen Besitz in Cibulka bei Prag, die Geschäfte im Bistum Passau nahm der Geistliche Rat wahr. 1818 ging Weihbischof Gaisruck als Erzbischof nach Mailand, was zur Folge hatte, dass bis 1824 in Passau keine Pontifikalhandlungen mehr stattfanden. Thun bot 1819 dem Heiligen Stuhl seinen Rücktritt an, der aber nicht angenommen wurde. Nach seinem Tod wurde er in Koschir bei Prag beigesetzt. 